# Josef Hlaváček (fotbalista)
Josef Hlaváček (29. března 1928 Kralupy nad Vltavou – 5. dubna 1991) byl český fotbalový útočník, trenér a činovník. Věnoval se také lednímu hokeji.

## Hráčská kariéra
V československé lize hrál za Dynamo Praha (dobový název Slavie), aniž by skóroval. Ve druhé nejvyšší soutěži nastupoval za Baník Děčín.
Začínal v Kralupech nad Vltavou, kde také v roce 1963 ukončil hráčskou kariéru.

### Prvoligová bilance
| Ročník             | Zápasy | Góly | Minuty | Klub             |
| ------------------ | ------ | ---- | ------ | ---------------- |
| I. liga 1953       | 5      | 0    | –      | DSO Dynamo Praha |
| CELKEM I. ČS. LIGA | 5      | 0    | –      |                  |